# Île Greenwich
Pour les articles homonymes, voir Greenwich.

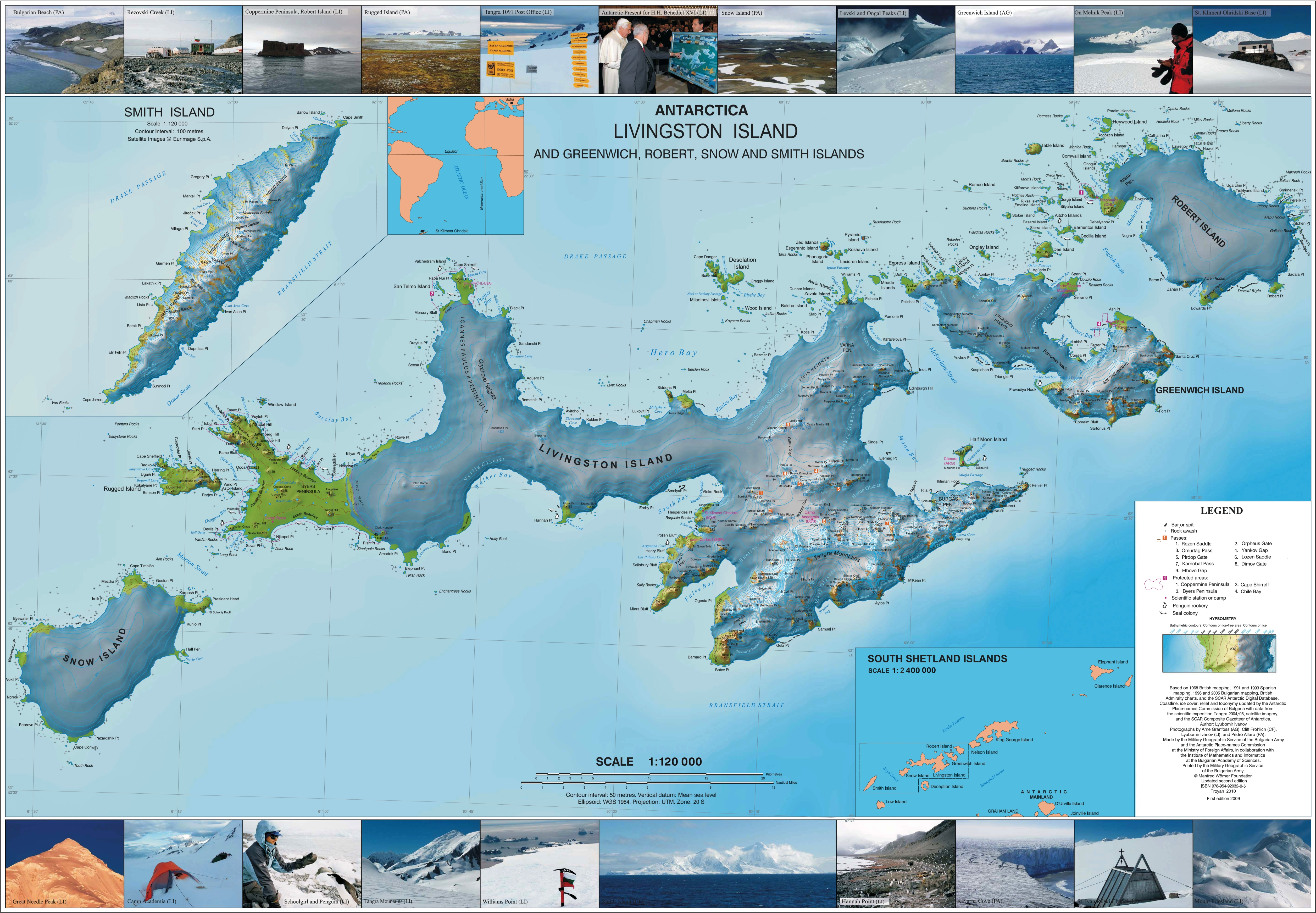
Topographic map of Livingston Island, Greenwich, Robert, Snow and Smith Islands.

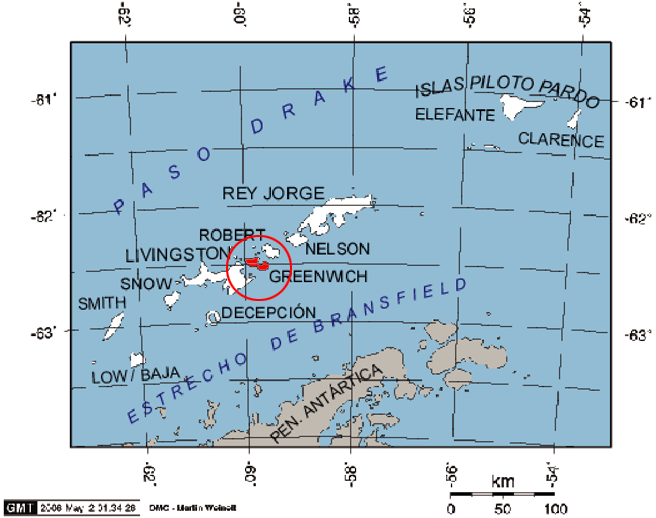
Localisation de l'Île Greenwich dans les Îles Shetland du Sud

L'île Greenwich est une île faisant partie des Shetland du Sud. Située entre l'île Robert au nord-est, dont elle est séparée par le détroit Anglais, et l'île Livingston au sud-ouest, dont elle est séparée par le détroit McFarlane.

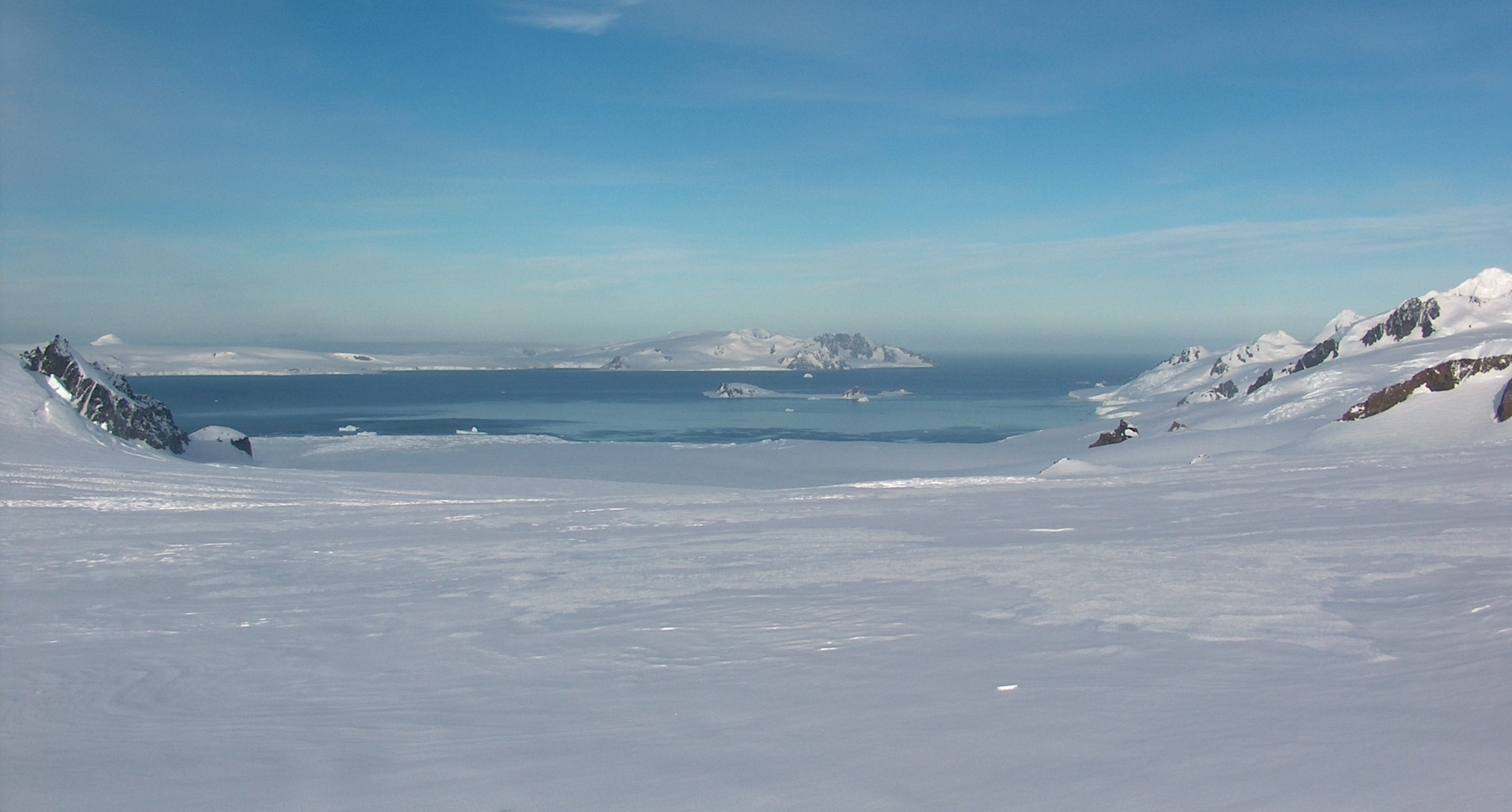
Le glacier Huron, Moon Bay et le détroit de McFarlane vus depuis le Camp Académie, avec l'île Demi Lune et l'Île Greenwich en arrière-plan.

L'île mesure 24 km d'est en ouest et environ 10 km du nord au sud. Elle est couverte de glace en permanence.
Sur le littoral se détachent : au nord-est, la baie Discovery, où se situe la base permanente Arturo Prat, la base antarctique du Chili ; la pointe Spark, où se situe la base d'été Pedro Vicente Maldonado ; et au sud, se trouve la baie Yankee, où est la base chilienne d'été Yankee Bay.

## Carte
- L.L. Ivanov, Antarctica: Livingston Island and Greenwich, Robert, Snow and Smith Islands. Scale 1:120000 topographic map. Troyan: Manfred Wörner Foundation, 2009.  (ISBN 978-954-92032-6-4)